# ジョージ・カニング
ジョージ・カニング閣下（英: The Rt.Hon. George Canning, PC FRS、1770年4月11日 - 1827年8月8日）は、イギリスの政治家、外務大臣、首相。
小ピット子飼いの政治家として政治キャリアを積み、外務大臣（在職：1807年 - 1809年、1822年 - 1827年）として活躍した後、最晩年に短期間だが首相（在職1827年4月 - 同年8月）を務めた。トーリー党所属ながらリベラルな政治家だった。

## 生涯

### 生い立ち
ジョージ・カニング（ストラトフォード・カニングの長男）とメアリー・アン・コステロ（1747年 - 1827年）の息子として、1770年4月11日に生まれる。ロンドン・ウェストミンスターのメリルボーン出身。父親はロンドンデリーの裕福な家庭の出身だったが、勘当され、ロンドンで貿易と文学を生業とした。両親は1768年5月に結婚したばかりだったが、カニングの誕生からちょうど1年後にあたる1771年4月11日に父が病死したため、カニングの幼少期の生活は困窮した。母親は夫の親族から何の援助も得られなかったため、女優になって生活をしのぎ、後に2度再婚した。しかし母親の劇団での同僚ムーディー（Moody）がその困窮ぶりに同情し、ロンドンの商人でカニングの父方の叔父ストラトフォード（1744年 - 1787年）に手紙を書いたおかげで、ストラトフォードは家族に働きかけて年200ポンドの収入のある地所をカニングに与え、カニングは1781年よりイートン・カレッジで学んだ後、1787年11月22日にオックスフォード大学クライスト・チャーチに進学、1791年にB.A.の学位を、1794年にM.A.の学位を修得することができた。また、イートン・カレッジを卒業した後、オックスフォード大学に進学する前にリンカーン法曹院で学んだ時期もあり、1792年には弁護士の勉強をするためにロンドンを訪れたが、結局弁護士資格免許は取得しなかった。1791年には大陸ヨーロッパを旅した。
イートン・カレッジでは学内の『ザ・マイクロコズム』誌（The Microcosm）の編集者を務め、オックスフォード大学では古典の成績が優秀で、弁論クラブの創設に関わるなど雄弁家としても知られたが、急進的なジャコバン主義的な傾向があったという。後援者である叔父ストラトフォードがホイッグ党に所属したため、カニングもオックスフォード大学の在学中にチャールズ・ジェームズ・フォックス、リチャード・ブリンズリー・シェリダンらホイッグ党の政治家と知り合いになり、カニングもこの時期はホイッグ党に所属したとされる。しかし、フランス革命が過激化してくると警戒を強め、エドマンド・バーク、フィッツウィリアム伯爵らとともにトーリー党に移り、小ピットの支持者となった。
1793年6月にニュータウン選挙区から選出されて庶民院議員として政界入りを果たし、1794年1月21日にはじめて登院した後、31日に処女演説をした。カニングの処女演説はサルデーニャ王ヴィットーリオ・アメデーオ3世への援助金に関するものであり、速く喋りすぎた上、声が大きすぎで身振り手振りが劇的すぎたため、演説自体は失敗だったが、ヘンリー・ダンダスから評価されるなど演説者としては順調な滑り出しとなった。その後、1794年2月に奴隷貿易廃止に賛成票を投じ、5月に人身保護法停止法案に賛成して演説したほか、12月末にフランス革命戦争の継続を支持して演説するなど、議会における演説者としての経験を積んだ。

### 小ピット派の一員として
カニングは自領がほとんどなかったため、収入を得るべく小ピットに官職を求めた。できればアイルランド担当大臣をという要望だったが、折衝の末、1796年1月に外務政務次官に就任、同年の総選挙でウェンドヴァー選挙区に鞍替えして再選した。同年には年収700ポンドの閑職に任命され、以降死去まで務めた。小ピット首相の意を汲んでフランスとの講和交渉を目指したが、1797年9月に対英強硬派のジャコバン派がクーデターによりフランスの政権を掌握したことで交渉はとん挫した。外務政務次官として外務大臣の初代グレンヴィル男爵ウィリアム・グレンヴィルとともに働くことが多かったが、グレンヴィル男爵がホイッグ党員だったためカニングに嫌われ、カニングは1799年からはインド問題担当のコミッショナーの1人に転じる。1800年から1801年にかけては陸軍支払長官を務めた。1800年に10万ポンドの財産を有するジョーン・スコットと結婚したことで経済的にゆとりができた。
小ピットは、アイルランドとの国家統合（グレートブリテン及びアイルランド連合王国）にあたってカトリック解放を支持していたが、それが原因で1801年1月に閣内分裂を起こし、また国王ジョージ3世とも対立を深め、2月に総辞職を余儀なくされた。カニングも小ピットに従って下野した。その後、カニングはカトリック解放と戦争継続を支持し、庶民院において小ピットの後任の首相ヘンリー・アディントン内閣に対して激しい批判を行うようになった。小ピットははじめカニングを抑えようとしたが、結局失敗に終わり、カニングは以降死去するまでアディントン派に憎悪を向けられるようになった。
1804年5月に小ピットが再度首相となり、カニングは同内閣で海軍財務長官に任じられた。野党期に小ピットの抑えが効かなくなったこともあり、カニングと小ピットの関係は悪化したが、カニングは1806年に小ピットが死去するまで海軍財務長官を務めた。初代グレンヴィル男爵ウィリアム・グレンヴィルの総人材内閣の組閣にあたって入閣を打診されたが拒否し、1807年にはポートランド公爵内閣の外務大臣に就任した。ポートランド公爵内閣への入閣にあたって、カニングは政敵アディントンを入閣させないようポートランド公爵に念を押したという。

### ポートランド公爵内閣の外務大臣として
外務大臣への就任直後に総選挙が行われ、カニングはヘイスティングス選挙区から出馬して当選した。議会の開会直後から総人材内閣の罷免を擁護するなど精力的に演説し、7月には第2代ボリンドン男爵ジョン・パーカーから「スペンサー・パーシヴァルを超えた」との評価を受けた。
イギリスがナポレオン戦争で孤立する中、デンマーク＝ノルウェーの艦隊がナポレオンの支配下に収まるのを阻止すべく、デンマーク艦隊を拿捕するうえで中心的役割を果たし（コペンハーゲン砲撃）、ナポレオンによる反英連合を完全に打ち砕いた。また、フランスとスペインによるポルトガル侵攻にあたってはポルトガル艦隊を救い、ポルトガル王室がブラジルに逃亡できるよう手引きした。続いて東方でロシア帝国との同盟を目指し、西方で半島戦争をヨーロッパ解放の第一歩とするという政策をとり、議会では政策を推進すべくサミュエル・ウィットブレッドやホーウィック子爵チャールズ・グレイらと論戦を繰り広げた。

#### 決闘事件と外務大臣辞任
カトリック解放問題など外交関連以外では閣僚との衝突を避けたが、半島戦争を熱烈に支持したため当時の陸軍大臣カースルレー子爵と管轄権をめぐって対立を深めた。最初はシントラ協定（フランス軍が無条件でポルトガルから撤退することを約束した協定）への賛否をめぐって論争を繰り広げる（カニングが反対、カースルレーが支持）程度だったが、後に外交問題に発展することになる。
カニングによる半島戦争への支援を受けて、スペイン駐在大使の第2代モーニントン伯爵リチャード・ウェルズリー（後の初代ウェルズリー侯爵）は本国が弟アーサー・ウェルズリー（後の初代ウェリントン公爵）率いるイギリス軍を手厚く支援すると約束したが、ポルトガルに向かうはずだった増援はカースルレー子爵に命じられホラント王国のフリシンゲンへの遠征に出発してしまう。カニングは不満がたまり、ついに1809年4月にポートランド公爵に対し、カースルレー子爵をほかの官職に転任させなければ自身が辞任すると訴えるに至った。カニングに辞任されると内閣の瓦解は必至であり、かといってカースルレー子爵に戦争に関わらないよう説得することにも大きな勇気が必要であり、すでに70代のポートランド公爵にはそれがなかった。結局ポートランド公爵はカースルレー子爵の閣内における友人である大法官エルドン男爵、枢密院議長カムデン伯爵、商務庁長官バサースト伯爵に相談したが、5か月間議論を重ねても結果が出なかった。カニングは結果を待っている間にもカースルレー子爵と通常通りに接し、カースルレー子爵も自身の置かれた状況を知らなかったが、カムデン伯爵は後にカースルレー子爵に状況を教えることを「請け合った」ことはないと弁解した（ただし、カムデン伯爵は拒否もしなかった）。カニングもいつになったらカースルレー子爵を解任するかを度々質問したものの、そのたびに「議会の閉会の後」「フリシンゲン遠征隊が出発した後」「フリシンゲン遠征の結果がわかってから」と先延ばしにされたため、ついにしびれを切らして9月7日に辞任した。そして、同9月にカースルレー子爵が閣議の後カムデン伯爵と食事をしたとき、カースルレー子爵がカニングの閣議欠席について話すと、カムデン伯爵はようやく事の始末を教えた。激怒したカースルレー子爵は9月19日にカニングに挑戦状を送り、2人は9月21日に決闘をして軽傷に終わった。
決闘事件によりカースルレー子爵とカニングは辞任を余儀なくされ、ポートランド公爵も直後に首相を辞任した。カニングがポートランド公爵への訴えをカースルレー子爵から隠し通したことでカースルレー子爵の怒りが正当とみなされ、さらに同時期に決闘についての証人だった首相ポートランド公爵が死去したため、この事件でカニングの評判は悪くなり、庶民院でも信用されなかったため、以降12年間高位の官職に就けなかった。

### 外務大臣再任まで
ポートランド公爵の後任スペンサー・パーシヴァル率いる内閣を支持し、議会でもたびたび戦争遂行を支持する演説をしたが、入閣は辞退した。
1812年にリヴァプール伯爵内閣が成立するとその外務大臣に誘われたが、カニングは庶民院院内総務の地位も要求し、これが認められなかったため、入閣しなかった。同年の総選挙でリヴァプール選挙区に鞍替えして再選したが、しばらく再入閣できそうもないと考えて1813年にカニング派をいったん解散し、1814年にイギリスを離れてリスボンに向かった。リスボンに9か月間滞在した後、家族とともに南仏に移り、1816年夏に帰国した。
このときまでにカースルレー子爵と和解し、同年からインド庁長官として入閣できたが、カニングはキャロライン王妃と親しい関係にあったため、国王ジョージ4世（1820年即位）のキャロライン王妃への扱いに反発して1821年1月に辞職した。キャロライン王妃が1821年8月に死去すると、リヴァプール伯爵はカニングを呼び戻そうとしたが、ジョージ4世はカニングの謁見を拒否した。カニングは翌年にインド総督ヘイスティングス侯爵の後任としてインド総督に就任することが内定したが、出発する前にロンドンデリー侯爵（カースルレー子爵が1821年に継承）の自殺の報せが届いた。

### リヴァプール伯爵内閣の外務大臣として
ロンドンデリー侯爵の自殺を受けて、首相リヴァプール伯爵の求めにより、外務大臣兼庶民院院内総務に就任することになった（在任：1822年9月 - 1827年4月）。在イギリスロシア大使の夫人でカニングと敵対していたダリヤ・リーヴェンは1822年秋に「野党は彼を嫌い、国王は彼を嫌がり、大臣たちは彼を信用しなかった。彼の追従者は海洋の一滴にすぎず、それを除けば彼を尊敬するイギリス人は存在しない。これらの多くの理由にもかかわらず、世論は彼の就任を要求した。」と評したという。
カニングの前任者たちはウィーン体制を支持したが、カニングはウィーン体制を支えた盟約である神聖同盟（ロシア帝国、オーストリア帝国、プロイセン王国）とは一線を画した外交政策を行った。例えば、就任直後に五国同盟の間で行われたヴェローナ会議ではスペイン立憲革命への介入が討議され、フランスなど諸国が介入に賛成したが、カニングはイギリス代表のウェリントン公爵にイギリスの不干渉を宣言するよう命じた。ほかにもロシアのレヴァント進出を阻止する意図でギリシャ独立を支援し（具体的な施策としてはギリシャを国際法における交戦国（belligerent）として承認した）、またラテンアメリカで起こっていたスペインからの独立運動を、自国の市場拡大をもくろんで支持する立場をとったことでも知られ、1823年10月には在イギリスフランス大使ジュール・ド・ポリニャックにスペイン政府による米州植民地奪回への（フランスからの）援助を禁じる覚書を署名させた。同年12月のモンロー教書で米国に先手を打たれたが、カニングはこれを利用した上でポリニャックとの覚書を公開して、ラテンアメリカの独立運動に関するヨーロッパでの外交会議の開催を阻止した。そして、1824年12月31日にはリオ・デ・ラ・プラタ連合州（現アルゼンチン）、第1次メキシコ合衆国、グラン・コロンビアの独立承認をジョージ4世から引き出した。これらは以降のイギリス政府の「自由貿易帝国主義」の基礎となった。ただし、同盟国との政策の違いにより同盟国の在イギリス大使と敵対するようになり、またオーストリアのクレメンス・フォン・メッテルニヒはカニングの追い落としに動いたとされる。
国内では、蔵相フレデリック・ロビンソン、商務庁長官ウィリアム・ハスキソン、内相ロバート・ピールらとともにリベラル派として行動した。彼らの活動と「反動派」シドマス子爵（アディントンが1805年に叙爵）の引退が重なって、リヴァプール伯爵内閣は反動的性質を改めて「自由トーリー時代」と呼ばれる改革路線に舵を切るようになった。
しかしカニングらリベラル派閣僚は保守的な閣僚ウェリントン公爵やエルドン伯爵（エルドン男爵が1821年に叙爵）らと対立を深めていった。とりわけカトリック解放問題で閣内分裂は深刻化した。これは17世紀以来イングランド国教会信徒にしか公務就任が認められていない現状に対してカトリックの公務就任を認めるべきか否かという問題であったが、この問題ではカニングとハスキソンがカトリック解放を支持する一方、ピールがカトリック解放に強く反対していた。先王ジョージ3世もこれには頑なに反対しており、ふだんは仲のよくなかった息子のジョージ4世もカトリック解放については同意見であった。
首相リヴァプール伯爵は一貫して閣内融和に努め、カニングもピールもリヴァプール伯爵内閣を存続させることでは一致していたものの、1827年2月にリヴァプール伯爵が脳卒中で倒れたことで情勢は変化した。大臣の任免権を取り戻したジョージ4世はカニング、ピール、ウェリントン公爵の3人と個別に会談した。カニングとピールはともに相手の内閣で閣僚になることを拒否したため、国王ジョージ4世としてはどちらかを切らねばならなかった。国王はカニング、ピールともに嫌っていたが、最終的にはカニングに組閣の大命を与える決断を下した。

### 首相就任と死去
1827年4月10日に国王ジョージ4世から組閣の大命を受けて首相に就任した。しかしトーリー党内からは「カトリック派内閣」として評判が悪く、ピール、ウェリントン公爵、バサースト伯爵、ウェストモーランド伯爵ら党有力者のほとんどが敵に回った内閣となった。カニング派議員30名とトーリー党穏健派だけでは議会多数を確保できなかったため、結局カニングは野党ホイッグ党の中の穏健派（ランズダウン侯爵派）と連立して政権運営するしかなかった。また、5月に王位の推定相続人クラレンス公ウィリアム・ヘンリーをロード・ハイ・アドミラルに任命しており、王位継承がおきた場合でも政権交代がおきないよう手を打った。首相就任に伴う補欠選挙ではニューポート選挙区から出馬せず、代わりにシーフォード選挙区の補欠選挙で当選したが、これはニューポート選挙区では当選が確実ではないためとされた。
組閣はなんとか成功したものの、5月31日に急進派のジョセフ・ヒュームによる冒涜的・煽動的文書誹謗罪法（Blasphemous and Seditious Libels Act）の廃止法案が採決にかけられるなど議会運営は苦しいままだった。また、カニングは3月1日に小麦の国内価格が1クォート60シリングに達した場合に輸入を許可し、輸入関税を引き下げる穀物法改正法案を提出し、法案は庶民院で大差で可決されたが、貴族院ではウェリントン公爵が6月1日に「保税貨物の場合は小麦の価格が66ポンド以上でなければ輸入を禁ずる」という改正案を可決させたため、結局撤回に追い込まれた。
1月のヨーク＝オールバニ公爵フレデリックの葬儀で風邪をひいた上、組閣での心労がたたり、7月2日にようやく庶民院の閉会を迎えた後、第6代デヴォンシャー公爵ウィリアム・キャヴェンディッシュの申し出を受けて西ロンドンのチジック・ハウスで休養したが、快復することはなく、7月29日に一度ジョージ4世に謁見するものの、8月1日には重病になり、5日には病状が公表された。そして、8日の午前3時50分にチジック・ハウスで病死した。後任の首相には国王の人選によりカニング内閣陸相ゴドリッチ子爵フレデリック・ロビンソンが就任している。

## 人物

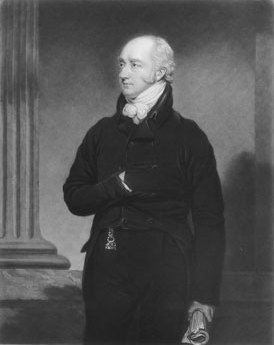
ウィリアム・ウォード画のカニング

小ピットとならびパクス・ブリタニカの構築者と称される。小ピット、カニング、また、若きパーマストン子爵は、いずれも初代マームズベリー伯爵ジェームズ・ハリスから外交について薫陶を受けた。
カニングが外相に就任してからイギリスとヨーロッパの自由主義は刺激された。そのため国内外の進歩派から英雄視された。「カニング派」と呼ばれる子飼の議員たちを残したことで、死後もイギリス政界に大きな影響を与えた。カニング派の多くはホイッグ党で重鎮となっている（後に首相となったメルバーン子爵やパーマストン子爵など）。
リベラル派として知られたカニングだったが、腐敗選挙区の削減をはじめとする議会改革案には最後まで慎重であるなど保守的傾向も持っていた。

## 栄典
- 1800年、枢密顧問官（PC）
- 1810年4月20日、フリーメイソン[4]
- 1814年6月16日、名誉民事法学博士号（DCL）（オックスフォード大学クライスト・チャーチ名誉学位）[6]
- 1826年1月12日、王立協会フェロー（FRS）[4]
- 1827年、リンカーン法曹院評議員（英語版）[1]

## 家族
1800年7月8日に陸軍将官ジョン・スコットの娘ジョーン・スコット（1777年頃 - 1837年3月14日）と結婚し、彼女との間に以下の4子を儲ける。2人は仲が良かったが、ジョーンが結婚時点で所有していた10万ポンドの財産は大半が政治と社交に費やされた。
- 第1子（長男）ジョージ・チャールズ・カニング（1801年4月25日 - 1820年3月31日）
- 第2子（次男）ウィリアム・ピット・カニング閣下（1828年9月25日没） - 海軍軍人。マデイラ諸島で溺死[5]
- 第3子（長女）ハリエット・カニング（1804年4月13日 - 1876年1月8日） - 初代クランリカード侯爵ウリック・ド・バーグと結婚、子供あり
- 第4子（三男）初代カニング伯爵チャールズ・カニング（1812年 - 1862年） - 政治家。インド総督などを歴任。

ジョージ・カニングの死後、ジョーンは1828年1月22日にカニング女子爵に叙された。